# Loma Alta, San Ignacio Cerro Gordo
Loma Alta är en ort i Mexiko.   Den ligger i kommunen San Ignacio Cerro Gordo och delstaten Jalisco, i den centrala delen av landet, 400 km väster om huvudstaden Mexico City. Loma Alta ligger 2 073 meter över havet och antalet invånare är 116.
Terrängen runt Loma Alta är platt åt nordost, men åt sydväst är den kuperad. Runt Loma Alta är det ganska tätbefolkat, med 72 invånare per kvadratkilometer. Närmaste större samhälle är Arandas, 19,9 km sydost om Loma Alta. I omgivningarna runt Loma Alta växer huvudsakligen savannskog.